# Loris Zarantonello
Pas d'image ? Cliquez ici

a Compétitions nationales et continentales officielles uniquement.

b Matchs officiels uniquement.
Dernière mise à jour le 20 mars 2025.
Loris Zarantonello, né le 17 novembre 2000 à L'Union (Haute-Garonne), est un joueur international italien de rugby à XV d'origine française évoluant au poste de talonneur avec le Castres olympique.

## Biographie

### Jeunesse et formation
Loris Zarantonello naît le 17 novembre 2000 à L'Union dans le département de la Haute-Garonne,. Il est originaire de Montech dans le Tarn-et-Garonne et de la région de Trévise en Italie du côté de son père,.
Il commence par jouer au football avant de débuter la pratique du rugby à XV à l'âge de dix ans au sein de l'équipe des Coquelicots Montéchois Rugby,. En 2011, il rejoint le centre de formation de l'US Montauban jusqu'en 2019.
En mars 2019, il participe au Tournoi des Six nations des moins de 20 ans avec l'équipe de France des moins de 20 ans en disputant deux matchs face à l'Irlande et l'Italie,.

### Début de carrière professionnelle au SU Agen (2019-2023)
Loris Zarantonello rejoint le SU Agen en 2019. Il dispute son premier match avec l'équipe professionnelle le 28 septembre 2019 lors de la 5e journée de la saison 2019-2020 de Top 14 face au Castres olympique en entrant en jeu à la 56e minute à la place de Clément Martinez. En janvier 2020, il est sélectionné pour disputer un match amical à Naples face à l'équipe d'Italie des moins de 20 ans. Il dispute également trois matchs durant le Tournoi des Six Nations des moins de 20 ans 2020. Pour sa première saison au niveau professionnel, il dispute quatre matchs de championnat et quatre matchs de Challenge européen avec son club.
La saison 2020-2021 de Top 14 du SU Agen est marquée par un total de vingt-six défaites en vingt-six matchs de championnat et une descente en Pro D2. Loris Zarantonello dispute dix-neuf matchs de championnat et inscrit son premier essai en carrière le 8 mai 2021 face à la Section paloise,. Il dispute également un match de Challenge européen.
Lors de la saison 2021-2022 de Pro D2, il dispute vingt-deux matchs et inscrit un essai. En mai 2022, il prolonge son contrat avec Agen jusqu'en juin 2023.
Lors de la saison 2022-2023 de Pro D2, il dispute vingt-deux matchs et inscrit quatre essais. Il est remplaçant lors de la défaite du SU Agen en match de barrage face au Stade montois rugby. En octobre 2022, il donne son accord pour rejoindre le Castres olympique à partir de la saison suivante.

### Départ au Castres olympique et première convocation en équipe d'Italie (depuis 2023)
Loris Zarantonello dispute son premier match avec le Castres olympique le 19 août 2023 lors de la 1re journée de la saison 2023-2024 de Top 14 face à la Section paloise en entrant en jeu à la 59e minute à la place de Gaëtan Barlot. Au total, il prend part à l'intégralité des matchs de Top 14, soit vingt-six rencontres dont six en tant que titulaire, et dispute trois matchs de Challenge Cup où il inscrit ses deux seul essais de la saison.
Début juin 2024, grâce à ses origines italiennes, il est présélectionné par Gonzalo Quesada dans un groupe élargi de trente-neuf joueurs afin de préparer à la tournée d'été de l'équipe d'Italie,,. Quelques jours plus tard, il est confirmé dans le groupe final pour la tournée. Début juillet, il fait finalement ses débuts internationaux en sortie de banc lors d'une défaite contre les Samoa.

## Palmarès
Néant